# Paraguaná

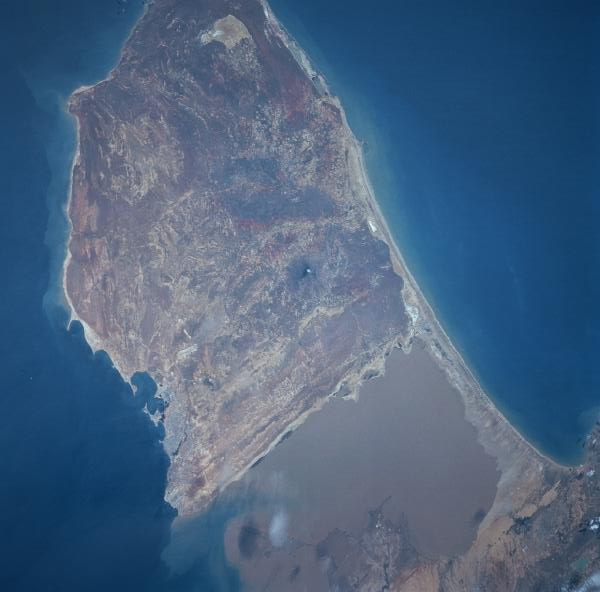
Satellitbild av Paraguaná, juli 1995.

Paraguaná, Paraguanáhalvön, (spanska: La Peninsula de Paraguaná) är en halvö i Karibiska havet i delstaten Falcón i nordvästra Venezuela. 
Paraguanás kuster vetter i söder mot Coroviken, i väster mot Venezuelabukten och i norr och öster mot Karibiska havet. Halvön sammanhänger med fastlandet genom näset Médanos de Coro. 
Ute i Karibiska havet 27 kilometer nordost om Paraguaná ligger Aruba och Nederländska Antillerna som utgör slutet på Små Antillerna. 

## Natur

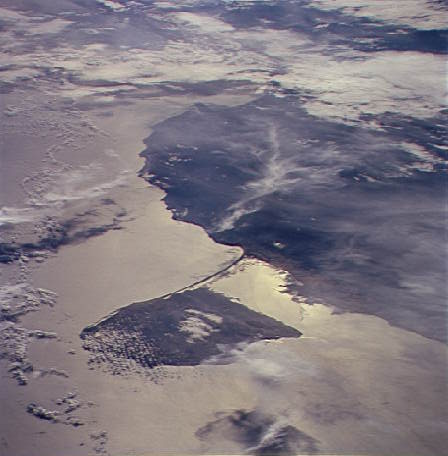
Satellitbild av Paraguaná, 11 oktober 1994.

### Geologi
Paraguaná utgör en liten bit i den stora geologiska struktur som bygger upp den Karibiska övärlden. Denna struktur sträcker sig i en båge från Yucatánhalvön i Mexiko över ökedjorna Stora och Små Antillerna och vidare ner i bergskedjan Anderna.[källa behövs]
Under pliocen (5,3–1,8 miljoner år sedan) var Paraguaná fortfarande en av öarna i Små Antillerna. Landförbindelsen Médanos de Coro är betydligt yngre och uppstod först under holocen (omkring 10 000 år sedan till nutid). Den fylls ständig på av sand österifrån som sedan fortsätter sin transport ner i Coroviken.
 
Berggrunden består av sedimentär bergart, främst kalksten.

### Klimat
Paraguanás klimat är ett av Venezuelas torraste med ett fuktighetsunderskott nio av årets månader. Mest regn faller i november med ett genomsnitt på 83,5 mm. Årsnederbörden är i genomsnitt 340 mm men sydost om berget Santa Ana gör passadvinden att luftfuktigheten är högre. Ihärdiga vindar blåser året runt och vindhastigheter på 35 km/h förekommer. Medeltemperaturen är omkring 27–28°C.

### Ekologi
Flora
Jordmånen på Paraguaná är alkalisk och har hög salthalt. Vegetationen består därför till stora delar av tropiska, xerofila växter som mesquite (sp. cují, lat. Prosopis juliflora), kardvädd (sp. cardón, lat. Pilosocereus moritzianus), opuntior (sp. tuna, lat. Opuntia caracasana), guazábara (lat. Opuntia caribaea, Cylindropuntia caribaea).

Vegetationen på Paraguaná präglas av skarpa kontraster mellan busklandskapet längs med kusternas dyner och inlandets xerofila vegetation med inslag av lövfällande och ibland städsegröna träd. Vid åsen kring berget Santa Ana växer flera arter som avviker från den omgivande ekoregionen, bland annat med låg och tät regnskog närmare bergets topp. 

Växterna som växer direkt på sanddynerna är särskilt väl anpassade till sin miljö. De har en stark förmåga att stå emot starka vindar, intensiv sol, mobila dyner och varierande temperaturer samt överleva brist på regn och näringsfattig jordmån.

Fauna
Utmärkande för faunan på land är, förutom getterna, skorpioner och små ödlor. Utanför kusten finns förmodligen Venezuelas största marina mångfald.

Gnagaren Heteromys oasicus lever endemisk på två av halvöns kullar.

### Geografi

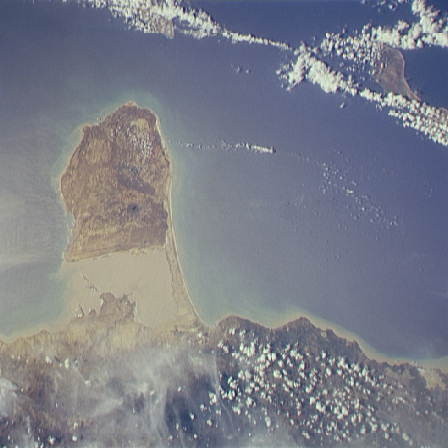
Satellitbild av Paraguaná, 14 september 1994.

Paraguanás kustlinje är 300 kilometer lång. Halvön mäter 60 kilometer från kusten i söder (11º30'53"N) till Cabo San Román i norr (12º11'56"N) och 54 kilometer från väst- (69º41'00"E) till östkusten (70º17'46"E).

Topografi
98 procent av halvöns terräng upptas av ett svagt böljande slättland med en enda större avvikelse, berget El Cerro Santa Ana som sträcker sig 830 meter över havet. 

El Cabo San Román
Halvöns nordligaste punkt El Cabo San Román är också den nordligaste punkten på Venezuelas fastland och, efter Punta Gallinas på Guajirahalvön i Colombia, Sydamerikas nordligaste punkt. Vid Cabo San Román finns ett monument som restes på 500-årsdagen av den dag då Paraguaná upptäcktes. [källa behövs]
Médanos de Coro
Halvön förbinds med fastlandet genom näset Médanos de Coro. Näset utgör en del av nationalparken Los Médanos de Coro som omfattar en öken på drygt 42 000 hektar. En motorväg har dragits genom sanddynerna från Punto Fijo till delstatshuvudstaden Coro på fastlandet. [källa behövs]

## Samhälle

### Demografi och administrativ indelning
Omkring 40 procent av befolkningen i Falcón lever i Punto Fijo varav många flyttat från både övriga delar av delstaten och landet för arbetstillfällen vid raffinaderierna.
1993 antogs en ny stadsplan genom vilken Paraguanás tidigare distrikt omvandlades till kommuner som i sin tur uppdelades i församlingar:

| Kommun                     | Huvudort     | Yta (km²) | Invånare (årtal) | Församlingar                                                                                  |
| -------------------------- | ------------ | --------- | ---------------- | --------------------------------------------------------------------------------------------- |
| Carirubana                 | Punto Fijo   | 684       | 190 240 (2000)   | Carirubana, Norte, Punta Cardón, Santa Ana                                                    |
| (Juan Crisóstomo) Falcón   | Pueblo Nuevo | 1 577     | 42 026 (2002)    | Pueblo Nuevo, Adícora, Baraived, Buena Vista, Jadacaquiva, Moruy, Adaure, El Hato, El Vínculo |
| (Santa Cruz de) los Taques | Los Taques   | 231       | 23 231 (2002)    | Los Taques, Judibana                                                                          |

### Politik
Delar av oppositionen som motsätter sig president Hugo Chávez har som en del av det politiska våldet i Venezuela vid flera tillfällen försökt störa oljeproduktionen på Paraguaná både genom strejker
[källa behövs] 
och genom attacker mot de oljeledningar som för oljan från fyndigheterna vid Maracaibosjön till raffinaderierna på Paraguaná.

Venezuelas statsägda oljebolag Petróleos de Venezuela PDVSA tvingades stoppa produktionen vid sina raffinaderier på Paraguaná i december 2002 sedan tusentals anställda där gått i strejk, en strejk som pågick i två månader.

Under 2005 orsakade bränder och olyckshändelser flera dödsfall och minst sex produktionsstopp vid raffinaderierna. Oppositionen och marknadsanalytiker menar att olyckstatistiken hänger samman med att president Hugo Chávez sparkade 3 600 anställda på Paraguaná i samband med en strejk 2003 och att man då förlorade mycket yrkeskunnande samtidigt som underhållet är eftersatt.

### Ekonomi
Industri
Av störst ekonomisk betydelse på Paraguaná är de ständigt växande oljeraffinaderierna, Amuay och Cardón, de största i Latinamerika. De utgör centrum för ekonomin i hela delstaten Falcón och producerar mer än en miljon fat om dagen. 
 
Cardón har en produktionskapacitet på 940 000 fat per dag och en normal produktion på omkring 450 000 fat per dag. Amuay kan processa upp till 635 000 fat per dag men producerar vanligen omkring 450 000 fat per dag.
 
Raffinaderierna får sin olja via oljeledningar från fyndigheterna i Maracaibosjön söder om Venezuelabukten. Oljan skeppas ut på världsmarknaden via hamnen i Amuay. [källa behövs]
I november 2005 slöt Venezuela och Colombia ett avtal om att bygga en gasledning mellan länderna för motsvarande 230 miljoner dollar.

I september 2006 kommer delar av produktionen att avbrytas för underhåll.

Livsmedelsproduktion
Regionens fiskeflotta finns etablerad längs hela kusten och har genom förbättrad utrustning fått bättrad avkastning. Boskapsskötseln inriktar sig främst på getter och getmjölk har stor ekonomisk betydelse genom produktionen av sötsaker, konserver, ost och smör.

Turism
På västkusten finns flera sandstränder som lockar många turister och tillsammans med den konstanta vinden många vindsurfare. Paraguanás roll i Venezuelas historia gör att många venezuelaner gärna besöker halvön för att besöka dess historiska monument. [källa behövs]

### Miljö
Oljeraffinaderierna på Paraguaná släpper ut 61 miljoner ton koldioxid årligen.

### Kultur
Liksom många av Venezuelas övriga regioner har Paraguaná ett kulturarv som återspeglar både ursprungskulturen och det koloniala arvet. Många av de koloniala städerna grundades vid indianernas boplatser. Även om indianerna där tog till sig den europeiska kulturen bevarade de också mycket av sitt språk och sina traditioner. Detta ledde till den diversifierade mestiskultur som idag finns på Paraguaná och som tar sig uttryck i såväl språk, klädsel som matlagning.

Högtider och festivaler
Paraguanás många högtider och festivaler erinrar om arvet från caquetuos och kolonialtiden och följer en årlig cykel. Många högtider liknar dem i övriga Venezuela, men liksom i övriga landet har traditionerna även på Paraguaná en lokal prägel. Förutom traditionella, katolska högtider som fastan, påskveckan, jul och nationaldagar finns i många städer även lokala traditioner med högtider för olika skyddshelgon och karnevaler av hednisk ursprung som tillsammans erbjuder ett rikt utbud året om.

Hantverk
Hantverkare på Paraguaná har bevarat mycket av det traditionella hantverket som med stor materialvariation är en av de viktigaste näringarna på halvön. Keramiker använder Paraguanás färgrika lera till att producera ett rikt utbud av dekorativa vaser och vardagsföremål med eller utan dekoration.

## Historia

### Caquetios
Innan spanjorerna upptäckte Paraguaná beboddes halvön, flera andra öar och delar av det intilliggande fastlandet av caquetia-indianerna. Det var ett fredligt folk som levde av i första hand jakt och fiske men även odlade grödor som majs och sötpotatis samt bomull till kläder och båtar. Deras avancerade byggnadsteknik i bränd lera har gjort att deras arkitektur fortfarande finns bevarad i till exempel Miraca, Jurijuribo, Cayeruba, Guacuira, Sicaname, Machurucs, Matividiro, Maituruma och Misaray.

### Upptäckt
Paraguaná upptäcktes av upptäcktsresandena Alonso de Ojeda, Juan de La Cosa och Americo Vespucio den 9 augusti 1499. På sina andra resa 1502 lät Ojeda uppföra en fästning på Paraguaná som räknas som den första permanenta, spanska bosättningen på Sydamerikas fastland vid sidan av Cumaná.
Efter Ojeda kom äventyrare till Paraguaná i jakt på guld och pärlor. När de inte hittade vad de sökte tillfångatog de istället indianerna och sålde dem som slavar till plantage på bland annat Kuba.

### Kristnandet
Bartolomé de Las Casas var en präst som kämpade hela sitt liv för den karibiska ursprungsbefolkningens rättigheter. Han verkade som missionär på Kuba under 1510-talet och upprördes över övergreppen mot indianerna och försökte övertyga de katolska kungarna att åtgärda situationen. Han verkade på Paraguaná 1520-21. 
Juan de Ampíes, den präst som grundade staden Coro söder om Paraguaná 1527, såg till att caquietos återfick friheten och tilläts återvända hem till Paraguaná och de andra avfolkade öarna runtomkring. 
Ampíes lyckades omvända indianerna till den katolska tron och den harmoni som rådde mellan spanjorerna och caquetios gjorde att då den spanske kungen grundade provinsen Venezuela 1528 blev Coro dess huvudstad. Andra tidiga bosättningar som till exempel Cumaná fick överges flera gånger sedan de attackerats av indianer.

### Los Welsares
Såväl den tyska som den spanska kronan stod emellertid i djup skuld till ett konsortium av tyska bankirer leda av huset Welser (spanska: los Welsares). Welser fick därför ett kontrakt 1528 som gav dem rätt att exploatera kolonin i Venezuela. Alla Ampíes beslut ogiltigförklarades. Han tvingades acceptera att han var militärt underlägsen och politiskt utmanövrerad och drog sig tillbaka till Hispaniola.
Tyskarna och spanjorerna i deras tjänst använde Coro som bas för att i en rad expeditioner exploatera, plundra och förslava indianerna inte bara på Paraguaná utan över hela Venezuela. På Paraguaná användes uteslutande caquetios som slavar varför afrikanska influenser aldrig varit betydelsefulla på halvön.
Den sista tyska expeditionen inleddes 1541 under Philipp von Hutten med målsättningen att hitta det mytomspunna El Dorado. 1545 tog spanjorerna över i Coro igen och lät avrätta von Hutten. 
1578 lät den spanske guvernören flytta huvudstaden till Caracas och Coro hamnade i skymundan.

### Tiden fram till självständigheten
1659 lät en brittisk sjörövare bränna ned Coro. [källa behövs]

### Självständighetskriget
Med sitt läge och sina naturresurser fortsatte Paraguaná att vara av stor strategisk betydelse och när självständighetskriget inleddes såg därför den rojalistiska sidan till att hålla hårt i Paraguaná. Det tog därför tio år innan halvön befriades genom vapenstilleståndet 1820. Självständighetskampen på Paraguaná leddes av Josefa Camejo.

### Oljeindustrin
Kom i mitten av 1900-talet och fick stor betydelse... [källa behövs]
Se även Ekonomi ovan.